# Lumbricus castaneus
Lombric châtain
Espèce
Synonymes
- Enterion castaneum Savigny, 1826[1]
- Enterion pupilum Savigny, 1826[1]
- Lumbricus purpureus Michaelsen 1890[1]

Lumbricus castaneus, le Lombric châtain,  est une espèce de vers de terre de la famille des Lumbricidae appartenant au groupe des épigés appréciant les prairies pacagées par le bétail, notamment les vaches et les brebis.
Le Lombric châtain est un ver de terre de petite taille et trapu mesurant de 3,5 à 6 cm de long pour un diamètre de 2 à 2,5 mm et un poids de 0,1 à 0,4 g. Sa coloration extérieure est rouge vineux foncé marquée par une iridescence typique.
Cette espèce appartient au groupe des épigé qui vivent à la surface du sol dans la litière de graminées  en décomposant la matière organique végétale et animale, notamment les bouses de vache. Dans les prairies, elle est en partie à l'origine de recyclage du fourrage délaissé par le bétail. Elle affectionne particulièrement les milieux humides et survit sous forme de cocon lors des périodes de sécheresse estivales. Sa reproduction est sexuée et biparentale, chaque adulte pouvant produire plus d’une centaine de cocons par an,.
Lumbricus castaneus apprécie les forêts de feuillus et les prairies notamment celles pacagées par les brebis et les vaches ainsi que dans une moindre mesure les cultures et les forêts de conifères,. 
Il s'agit d'une espèce d'origine paléarctique distribuée dans le monde entier. Elle est présente sur l'ensemble des pays européens.